# Lispe cana
Lispe cana este o specie de muște din genul Lispe, familia Muscidae. A fost descrisă pentru prima dată de Walker în anul 1849. Conform Catalogue of Life specia Lispe cana nu are subspecii cunoscute.